# 호세 마리아 오반도
호세 마리아 라몬 오반도 델 캄포(스페인어: José María Ramón Obando del Campo, 1795년 8월 8일 ~ 1861년 4월 29일)는 콜롬비아의 정치인으로, 1831년부터 1832년까지 신 그라나다 연방의 대통령이었으며 1853년부터 1854년까지도 그 권한을 맡았다.

## 일생
19세기 말부터 20세기 초반까지, 오반도는 남아메리카에서 스페인 군대와 함께 싸웠다. 하지만 얼마 후 그는 시몬 볼리바르 세력과 합류했다. 후에 그는 시몬 볼리바르와 힘을 합쳐 그란콜롬비아라는 하나의 연맹체를 결성하였으나, 오반도는 중앙 정부의 후원자로써 전투를 벌였다. 1831년 프란시스코 데 파울라 산탄데르는 신 그라나다 연방을 지원했다.
오반도는 신 그라나다 연방의 초대 대통령이 되었다. 1838년 오반도는 보수당과 힘을 합쳐 호세 이그나시오 데 마르케스가 이끄는 정부를 타도하려 시도했으나, 실패하는 바람에 페루로 망명하였다.
1849년 자유당에 의해 힘을 얻어 귀국하였다. 귀국 후 그는 의회에서 일하였고, 1853년 4월 1일 대통령 권한을 또 맡게 되었다. 새로운 헌법을 선포하였고, 교회와 국가를 분리하는 계기가 되었다. 그러다 이듬해 그를 반다해는 세력들에 의해 다시 추방되었다. 1860년 신 그라나다 연방 공화국에서 남북 전쟁이 일어나자, 오반도는 귀국하여 참전하였다. 하지만 1861년 4월 29일 전사하고 말았다.

## 역대 선거 결과
| 선거명      | 직책명                         | 대수 | 정당   | 1차 득표율 | 1차 득표수 | 2차 득표율 | 2차 득표수 | 결과 | 당락 |
| ----------- | ------------------------------ | ---- | ------ | ---------- | ---------- | ---------- | ---------- | ---- | ---- |
| 1832년 선거 | 누에바그라나다 공화국의 부통령 | 1대  | 무소속 | 32.26%     | 20표       |            |            | 2위  | 낙선 |
| 1833년 선거 | 누에바그라나다 공화국의 부통령 | 3대  | 무소속 | 3.10%      | 38표       |            |            | 7위  | 낙선 |
| 1837년 선거 | 누에바그라나다 공화국의 대통령 | 2대  | 무소속 | 33.88%     | 536표      | 40.38%     | 722표      | 2위  | 낙선 |
| 1837년 선거 | 누에바그라나다 공화국의 부통령 | 5대  | 무소속 | 45.3%      | 25표       | 45.3%      | 25표       | 2위  | 낙선 |

## 참고 문헌
- Alex Axelrod, Charles Phillips Władcy, tyrani, dyktatorzy. Leksykon, wyd. Politeja, Warszawa 2000.